# Mario Monti
Mario Monti (Varese, 19 marzo 1943) è un politico ed economista italiano.
Senatore a vita della Repubblica dal 9 novembre 2011, è stato Presidente del Consiglio dei ministri della Repubblica Italiana dal 16 novembre 2011 fino al 28 aprile 2013, conservando inizialmente l'incarico anche di Ministro dell'economia e delle finanze del suo stesso governo, lasciato a Vittorio Grilli l'11 luglio 2012. Il 21 dicembre dello stesso anno rassegna le sue dimissioni da capo del Governo, rimanendo in carica per il disbrigo degli affari correnti; a seguito delle dimissioni di Giulio Terzi di Sant'Agata, assume ad interim l'incarico di Ministro degli affari esteri dal 26 marzo al 28 aprile 2013.
Presidente dell'Università Bocconi dal 1994 al 2022, Monti è stato commissario europeo per il mercato interno tra il 1995 e il 1999 nella Commissione Santer; sotto la Commissione Prodi ha rivestito il ruolo di commissario europeo per la concorrenza fino al 2004.

## Biografia

### Infanzia ed istruzione
Nato il 19 marzo 1943 a Varese, figlio del banchiere Giovanni Battista Monti, noto come Giovanni Monti (1900-1990), e di Lavinia Capra, Monti consegue la maturità classica all'Istituto Leone XIII di Milano, mentre nel 1965 consegue la laurea in economia presso l'Università commerciale Luigi Bocconi di Milano e trascorre un anno all'Università di Yale (Stati Uniti), con una borsa di studio, avendo come professore James Tobin, Premio Nobel per l'economia nel 1981.

### Attività accademica e amministrativa
Nel 1969 diventa professore presso l'Università degli Studi di Trento e dal 1970 presso l'Università degli Studi di Torino, che lascia nel 1985 per diventare professore di economia politica presso l'Università Bocconi di Milano, dove diventa direttore dell'Istituto di economia politica e dove, dal 1985 al 1995, è anche direttore del Giornale degli economisti e Annali di economia. Monti è chiamato a rivestire incarichi di rilievo in commissioni governative e parlamentari: è relatore della commissione sulla difesa del risparmio finanziario dall'inflazione (1981), presidente della commissione sul sistema creditizio e finanziario (1981-1982) e membro della Commissione Sarcinelli (1986-1987). Nel 1988 viene nominato dal Governo De Mita e dal ministro del Tesoro Giuliano Amato membro del Comitato Spaventa sul debito pubblico (1988-1989).
Nel medesimo 1988 viene designato come membro del consiglio di amministrazione della Fiat Auto S.p.A. e della Banca Commerciale Italiana. Sempre alla Bocconi assume la carica di rettore (1989-1994) e successivamente quella di presidente (1994), alla morte di Giovanni Spadolini, carica che ha mantenuto fino al 1º novembre 2022. Dal novembre 2011, a seguito della nomina alla Presidenza del Consiglio, ha richiesto la sospensione temporanea, tra le altre, anche dalla carica di presidente dell'Università; carica che, nelle more, è stata ricoperta dal professor Luigi Guatri.
È editorialista del Corriere della Sera da oltre vent'anni e autore di numerose pubblicazioni di carattere economico e politico.

### Commissario europeo

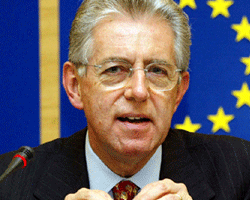
Mario Monti, Commissario europeo dal 1995 al 2004.

Nel 1994 Monti viene designato per la nomina a commissario europeo dal primo governo Berlusconi, assieme alla radicale Emma Bonino. Jacques Santer, presidente della commissione, gli assegna le deleghe a Mercato interno, servizi finanziari e integrazione finanziaria, fiscalità e unione doganale.
Nel 1999 la Commissione Santer si dimette in blocco, a causa di uno scandalo legato a cattive pratiche di gestione e amministrazione da parte di alcuni commissari ma non coinvolge Mario Monti. Nel 1999 Monti viene confermato commissario europeo dal governo D'Alema I, che indica Romano Prodi come secondo rappresentante per la Commissione UE, di cui lo stesso Prodi diviene presidente, e riceve la delega alla Concorrenza.
Sotto la sua guida la Commissione europea approfondisce il ruolo di controllo della concorrenza, inaugurando il procedimento contro la Microsoft per abuso di posizione dominante e violazione delle normative antitrust, e che ha portato il 25 marzo 2004 alla condanna della società al pagamento di 497 milioni di euro. Nel 2001 fu bloccata la proposta di fusione tra General Electric e Honeywell, anch'essa considerata contraria alle normative antitrust. Nel 2010, su incarico del presidente della Commissione europea Barroso, ha redatto un libro bianco (Rapporto sul futuro del mercato unico) contenente misure considerate necessarie per il completamento del mercato unico europeo.
Il 29 marzo 2004, durante il suo mandato da Commissario europeo per la concorrenza, è stato insignito della Laurea honoris causa in giurisprudenza dall'Università degli Studi dell'Insubria di Varese, sua città natale, per le "elette doti di economista e di giurista [...], per i principi e i valori ai quali ha ispirato il suo impegno civile e politico".

### Attività scientifica
Uno dei risultati più importanti della sua attività di ricerca in campo economico è il modello di Klein-Monti che descrive il comportamento di una banca in regime di monopolio, risultato degli studi paralleli di Monti e del premio Nobel Lawrence Klein. Tale modello ha assunto una notevole importanza ed è stato studiato e ampliato dagli anni settanta fino a oggi.

### Collaborazioni con organismi internazionali
È stato, tra il 2005 e il 2008, il primo presidente del Bruegel, un comitato di analisi delle politiche economiche (think-tank), nato a Bruxelles nel 2005. Nel 2010 è inoltre divenuto presidente europeo della Commissione Trilaterale, un gruppo di interesse di orientamento neoliberista fondato nel 1973 da David Rockefeller e membro del comitato direttivo del Gruppo Bilderberg. Da questi incarichi si è dimesso il 24 novembre 2011, a seguito della nomina a presidente del Consiglio.
Tra il 2005 e il 2011 è stato international advisor per Goldman Sachs e precisamente membro del Research Advisory Council del Goldman Sachs Global Market Institute, presieduto dalla economista statunitense Abby Joseph Cohen. Tra gli organismi internazionali di cui fa parte, Monti è membro del comitato esecutivo dell'Aspen Institute Italia, un'organizzazione internazionale non profit, fondata nel 1950. È stato inoltre advisor della Coca Cola Company, membro del "Senior European Advisory Council" di Moody's ed è uno dei presidenti del "Business and Economics Advisors Group" dell'Atlantic Council.
Nell'agosto 2020 è stato nominato dall'Organizzazione mondiale della sanità presidente della neoistituita Commissione paneuropea per la salute e lo sviluppo sostenibile.

### Presidente del Consiglio dei ministri

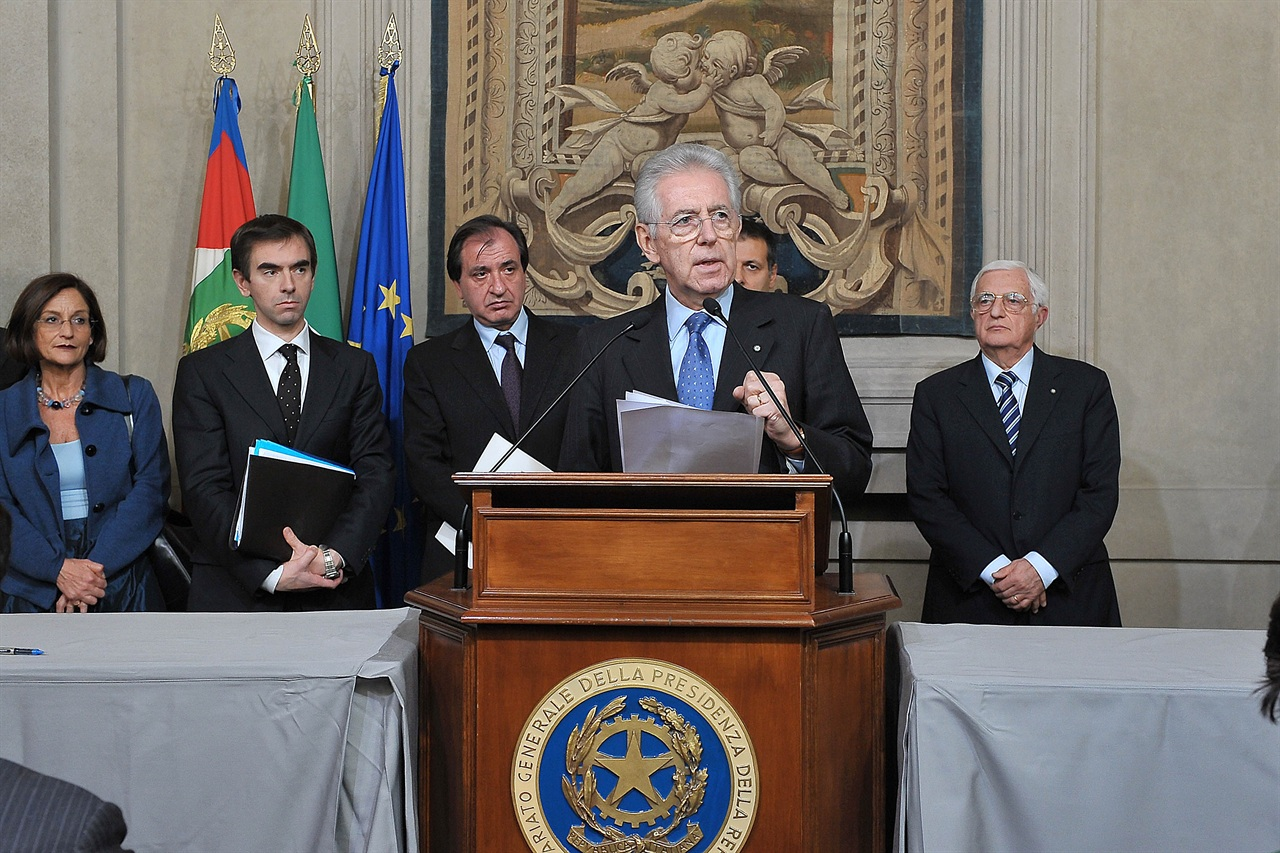
Mario Monti al Quirinale presenta il nuovo Consiglio dei ministri (2011)

Il 9 novembre 2011, durante la crisi del governo Berlusconi IV, viene nominato senatore a vita nel corso della XVI legislatura dal Presidente della Repubblica Giorgio Napolitano, ai sensi del secondo comma dell'articolo 59 Cost., avendo illustrato la Patria per altissimi meriti in campo scientifico e sociale.
Il 13 novembre 2011, a seguito delle dimissioni di Silvio Berlusconi, riceve da Napolitano l'incarico di formare un governo, accettandolo con riserva. Il 16 novembre scioglie la riserva e propone al Presidente della Repubblica la lista dei ministri per la nomina, priva di personalità politiche. Oltre alla carica di Presidente del Consiglio, Monti ricopre anche quella di Ministro dell'economia e delle finanze ad interim da novembre 2011 a luglio 2012.

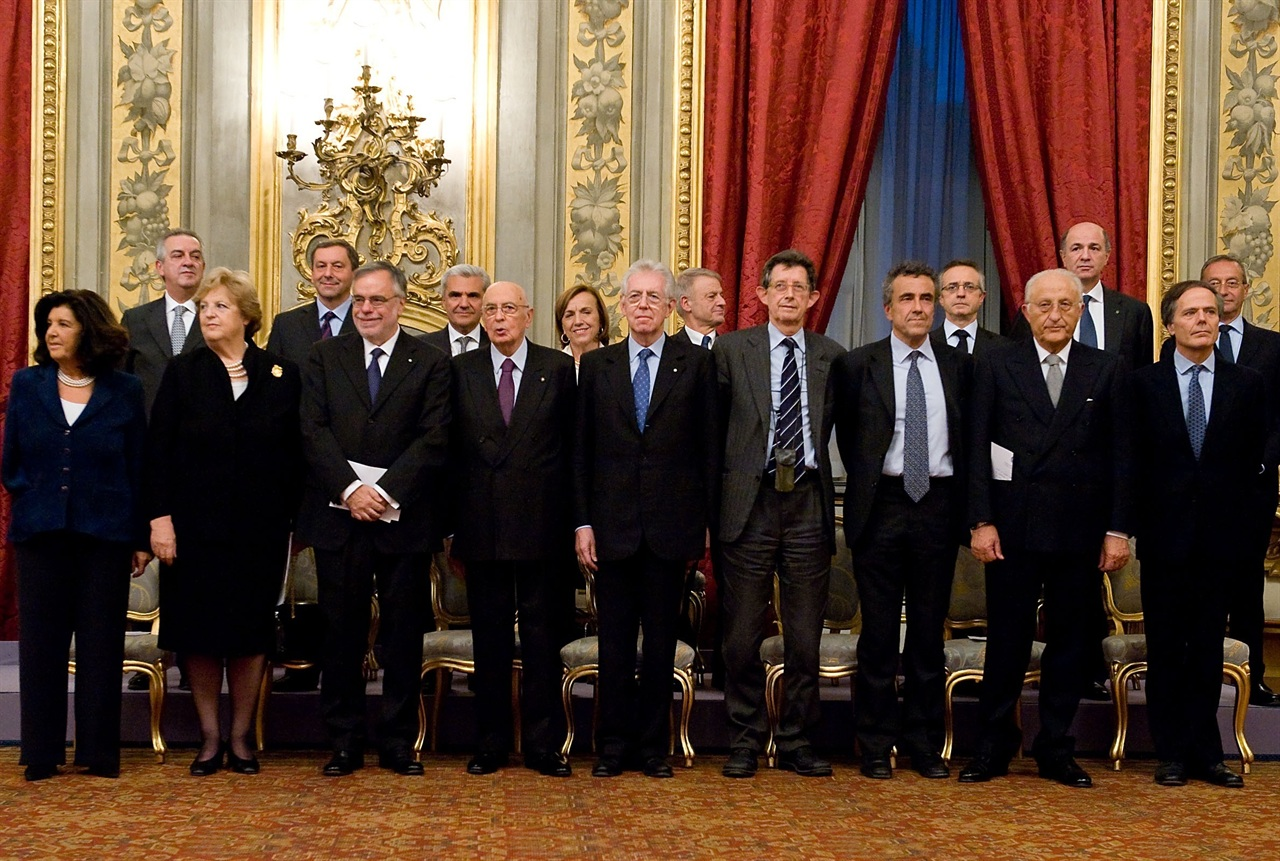
Il governo Monti, al Quirinale dopo il giuramento.

Nel pomeriggio del 16 novembre 2011, alle ore 17 circa, in ossequio all'articolo 93 Cost., Monti presta giuramento con i ministri incaricati presso il Quirinale nelle mani del presidente della Repubblica Napolitano.
Ottiene la fiducia al Senato il 17 novembre 2011 con 281 sì, 25 no e nessun astenuto e alla Camera il 18 novembre 2011 con 556 sì, 61 no e nessun astenuto. La maggioranza ottenuta in occasione del voto di fiducia è la più alta mai registrata nella storia repubblicana. Infatti la Lega Nord è l'unico partito che non vota la fiducia, tuttavia dal 16 dicembre anche l'Italia dei Valori si unisce ai leghisti e negherà da allora l'appoggio al governo. Il successivo 4 dicembre viene emanata dal governo, mediante decreto-legge, la manovra fiscale anticrisi, che si articola in tre capitoli: bilancio pubblico, previdenza e sviluppo. La manovra prevede un gettito lordo di circa 30 miliardi di euro in 3 anni.

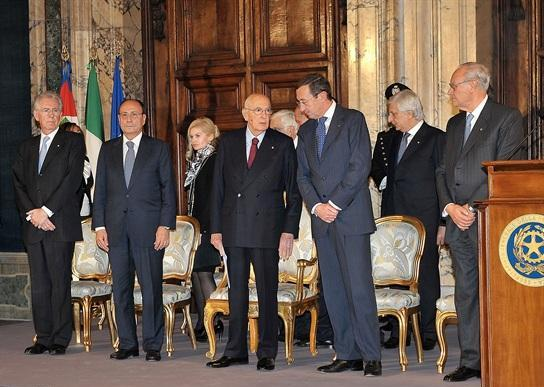
Da sinistra: Mario Monti, il presidente del Senato Renato Schifani, Giorgio Napolitano e il presidente della Camera Gianfranco Fini.

Le maggiori modifiche sono state attuate in campo fiscale. Il d.l. è stato approvato rispettivamente dalla Camera e dal Senato il successivo 16 e 22 dicembre. Il 16 aprile 2012 Christine Lagarde, il direttore del Fondo monetario, elogia gli sforzi del Governo Monti in materia di interventi strutturali e di risanamento dei conti pubblici, ma chiede che «la riforma del mercato del lavoro affronti l'incertezza sui licenziamenti, in modo che le imprese e i datori di lavoro possano sentirsi più fiduciosi al momento di assumere». Per evitare l'aumento di 2 punti delle aliquote IVA previsto dal DDL "salva Italia", il 9 maggio 2012 Monti nomina un commissario che affiancherà il ministro per i rapporti col Parlamento Dino Piero Giarda nella revisione della spesa pubblica per reperire 4,2 miliardi del mancato gettito IVA.
L'incarico viene affidato a Enrico Bondi, commissario straordinario per il risanamento Parmalat dopo il crac del 2003. Inoltre il governo nomina l'ex premier Giuliano Amato consulente per la disciplina dei partiti e l'economista ed editorialista del Corriere della Sera Francesco Giavazzi consulente per gli aiuti alle imprese. Nel vertice europeo del 28-29 giugno 2012 la forte determinazione, tra gli altri, di Monti porta all'adozione del cosiddetto "scudo anti-spread" (misura che prevede l'intervento dell'European Financial Stability Facility per moderare le oscillazioni dello spread tra i titoli del debito pubblico degli stati membri). L'11 luglio 2012 Monti lascia l'incarico di Ministro dell'economia e delle finanze, che viene assunto da Vittorio Grilli, che sino a quel momento aveva ricoperto la carica di viceministro del medesimo dicastero.

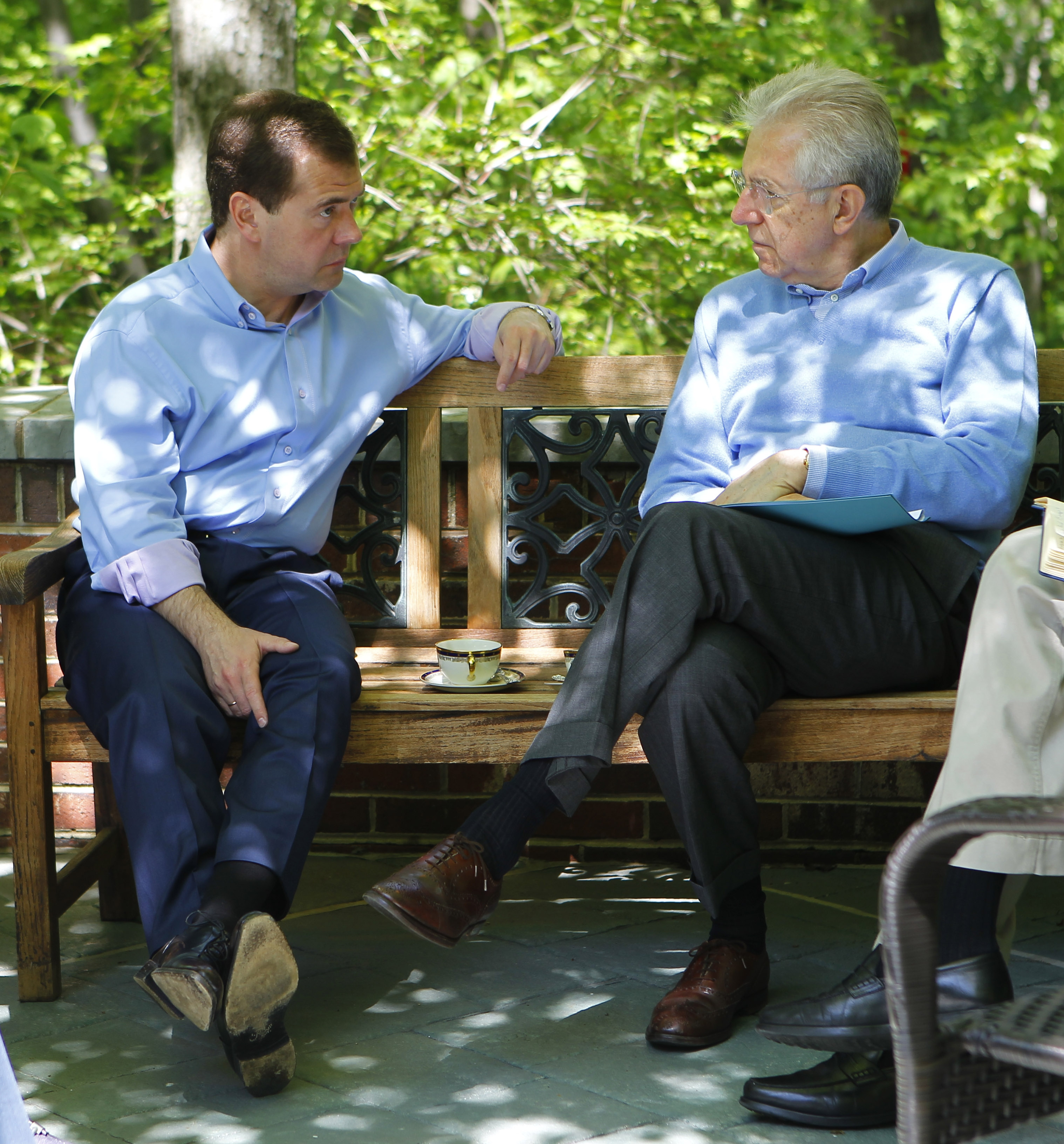
Monti insieme al presidente della Federazione Russa Dmitrij Medvedev al G8 del 2012 a Camp David.

Il 31 ottobre 2012 viene approvata la riforma generale delle province, che ne riduce il numero e muta l'organizzazione interna riducendo nel contempo le competenze, e istituisce le dieci città metropolitane. L'8 dicembre 2012 annuncia le sue dimissioni dopo aver incontrato il presidente della Repubblica al Quirinale, dimissioni rassegnate il 21 dicembre successivo, al termine dell'iter di approvazione della legge di stabilità. Tra le riforme approvate dal governo Monti, va ricordata la riforma del sistema pensionistico che accelera il passaggio a un metodo di calcolo contributivo a capitalizzazione simulata sulla crescita pro-rata per tutti i lavoratori, innalzando i requisiti necessari al pensionamento.
La riforma porta la firma del ministro del lavoro e delle politiche sociali Elsa Fornero ed è stata oggetto di critiche da più parti, in particolar modo per la vicenda dei cosiddetti esodati, cioè di coloro che avevano usufruito di forme di prepensionamento in aziende in crisi, ma che poi si sono ritrovati privi di copertura pensionistica a seguito dell'innalzamento dei requisiti d'accesso. Il 16 maggio 2012 è stata approvato dal Consiglio dei ministri il riordino della Protezione civile. Il 31 ottobre 2012 viene approvato un decreto legge volto a riordinare l'assetto territoriale dello Stato, in particolar modo coinvolgendo le province, che vengono ridotte da 86 a 51 e mutate in ente di secondo livello e le città metropolitane, che vengono finalmente istituite, a più di dieci anni dalla loro introduzione in Costituzione; il decreto, tuttavia, non è stato convertito in legge a seguito dello scioglimento anticipato delle camere.
Il 26 marzo 2013 assume ad interim l'incarico di Ministro degli affari esteri dopo le dimissioni del ministro Giulio Terzi per gli sviluppi della Crisi diplomatica fra India e Italia del 2012-2013. Il 28 aprile successivo, dopo la formazione, la presentazione e il giuramento nelle mani del Presidente della Repubblica del nuovo esecutivo guidato da Enrico Letta, termina ufficialmente il Governo Monti con la tradizionale cerimonia del passaggio di consegne a Palazzo Chigi.

### Elezioni politiche del 2013

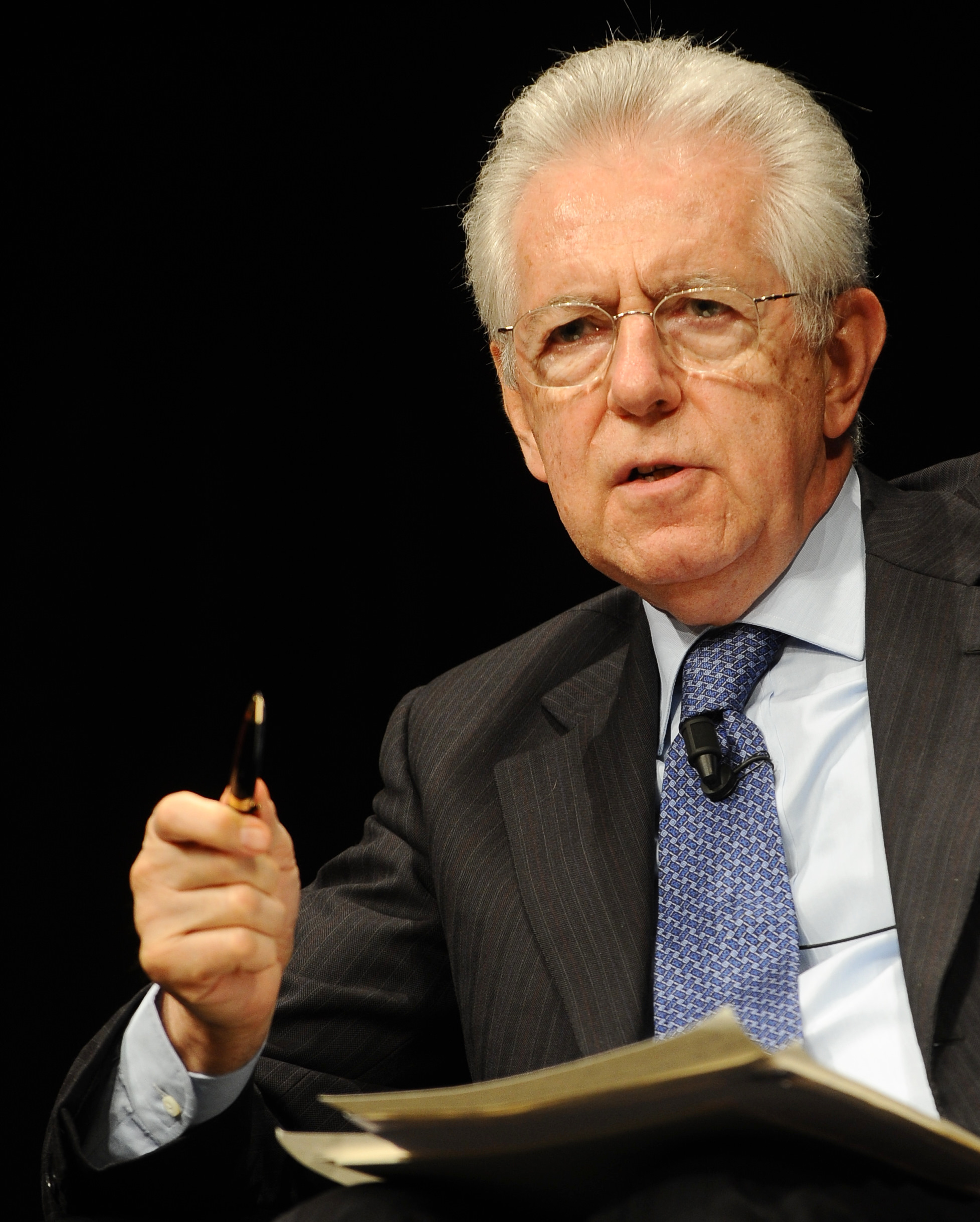
Mario Monti al Festival dell'economia di Trento nel 2013

Il 28 dicembre 2012, dopo aver inizialmente dichiarato di non volersi candidare, presenta la sua candidatura in vista delle elezioni politiche del 2013 alla guida della coalizione centrista Con Monti per l'Italia, che comprende Unione di Centro, Futuro e Libertà per l'Italia e la lista Scelta Civica, da lui stesso fondata e presieduta.
L'8 gennaio 2013, durante un'intervista a TGcom24, ha annunciato che nella sua lista saranno candidati la pluricampionessa olimpica Valentina Vezzali, il presidente di Brembo S.p.A. Alberto Bombassei, il direttore del quotidiano Il Tempo Mario Sechi e la presidente del FAI Ilaria Borletti Buitoni.
Alla tornata elettorale Scelta Civica ottiene un risultato dell'8,3% alla Camera (mentre la coalizione il 10,56%) e la lista Con Monti per l'Italia il 9,13% al Senato. A causa dei dissidi emersi con diversi esponenti di Scelta Civica al Senato, il 17 ottobre 2013 Monti si dimette da presidente del partito. Monti oggi è a capo del gruppo internazionale sulle risorse dell'Unione europea. Il 22 febbraio 2014 vota favorevole alla fiducia al nuovo Governo Renzi.
A febbraio 2015, in seguito ai continui dissidi con i vertici del partito, abbandona Scelta Civica ed il gruppo parlamentare al Senato, passando così al gruppo misto.

### Senatore a vita della Repubblica dopo l'impegno attivo in politica

#### XVII Legislatura
Dopo aver abbandonato il gruppo di Scelta Civica e aver aderito al misto, ha continuato la sua attività politica parlamentare. Il 14 dicembre 2016, dopo le dimissioni del governo Renzi, vota la fiducia al governo Gentiloni, mentre il 26 ottobre 2017 vota «No» alla legge elettorale Rosatellum proposta dal Partito Democratico.

#### XVIII Legislatura
A giugno 2018, con la presentazione in Parlamento del governo Conte I formato dal Movimento 5 Stelle e Lega, si astiene dall'accordare la fiducia. Nel settembre del 2019 invece, vota a favore alla mozione di fiducia al governo Conte II tra 5 Stelle, Partito Democratico e Liberi e Uguali. 
Il 19 gennaio 2021, nell'ambito della crisi di governo emersa dall'uscita dalla maggioranza di Italia Viva, Monti vota la fiducia al governo Conte II. Dopo l'arrivo di Draghi a Palazzo Chigi, il 17 febbraio vota la fiducia al nuovo governo. Confermerà il voto di fiducia al Governo Draghi anche il 20 luglio 2022.

#### XIX Legislatura

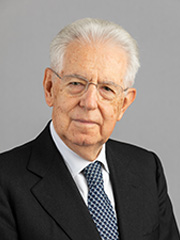
Mario Monti nel 2022

Il 26 ottobre 2022 esprime un voto di astensione sulla fiducia al nuovo governo di centro-destra guidato da Giorgia Meloni, affermando: "Condivido molte linee programmatiche del suo governo, ma avrò bisogno di venir convinto dai fatti. Valuterò in seguito i singoli provvedimenti, sperando di trovare più convergenze che divergenze".

## Idee e iniziative politiche

Il simbolo elettorale della coalizione Con Monti per l'Italia.

In economia Monti sostiene il mercato, le liberalizzazioni e il rigore dei conti pubblici. 
Si è espresso a favore delle riforme portate avanti, nei rispettivi campi, dall'ex Ministro dell'istruzione Mariastella Gelmini (PdL) e dall'amministratore delegato di FIAT Sergio Marchionne. Dell'ex premier Silvio Berlusconi (PdL) ha criticato il "magnetismo comunicativo" con cui "è riuscito ad alimentare, in moltissimi italiani, un sogno sul presente". Intervistato da The Independent, il 15 ottobre 2012 Monti ha dichiarato di provare stima nei confronti di Margaret Thatcher nonostante i due abbiano (testuali parole) "visioni antitetiche" su molti temi, tra cui quelli relativi all'Unione europea e all'integrazione europea (Monti favorevole, Thatcher contraria). Il 15 settembre 2010 Monti ha dato il suo appoggio all'iniziativa del gruppo Spinelli, fondato per rinvigorire la spinta federalista nell'Unione europea: assieme a lui, hanno dichiarato il proprio sostegno Jacques Delors, Daniel Cohn-Bendit, Guy Verhofstadt, Andrew Duff, Elmar Brok.

### Diritti LGBT
Sui diritti per le persone omosessuali Monti ha ribadito la sua contrarietà al matrimonio tra persone dello stesso sesso e ha anche espresso una posizione analoga per quanto riguarda l'adozione da parte di coppie dello stesso sesso:
(Mario Monti, gennaio 2013)
Nel 2016, in qualità di senatore, ha votato a favore della legge Cirinnà, che ha introdotto le unioni civili per le coppie omosessuali.

## Vita privata
Dal 1970 è sposato con Elsa Antonioli (nata il 22 ottobre 1944), volontaria della Croce Rossa Italiana, dalla quale ha avuto due figli: Federica e Giovanni; ha cinque nipoti, nati a partire dal 2005. In occasione della sua nomina a Presidente del Consiglio, Monti ha reso pubblica la propria dichiarazione dei redditi. Ha dichiarato per il 2010 un reddito di 1.515.744 di euro e un patrimonio depositato in conti correnti, depositi, titoli e gestioni patrimoniali per un totale di 11.522.000 di euro.

## Opere
- Problemi di economia monetaria, a cura di, Milano, Etas Kompass, 1969.
- Gli obiettivi delle banche, i tassi di interesse e la politica monetaria, Milano, Tamburini, 1970.
- Analisi degli effetti monetari e finanziari delle politiche di bilancio regionale e locali. Un rapporto metodologico, Milano, Tamburini, 1974.
- Per un'analisi mensile della politica monetaria e finanziaria italiana, Milano, O. Capriolo, 1974.
- Ricerca sul sistema creditizio, I, Quadro generale, con Tommaso Padoa-Schioppa, Roma, Ente per gli studi monetari, bancari e finanziari Luigi Einaudi, 1976.
- Che cosa si produce come e per chi. Manuale italiano di microeconomia, con Onorato Castellino, Mario Deaglio, Elsa Fornero, Sergio Ricossa, Giorgio Rota, Torino, Giappichelli, 1978.
- Il sistema creditizio e finanziario italiano. Relazione della Commissione di studio istituita dal Ministro del tesoro, Roma, Istituto Poligrafico e Zecca dello Stato, 1982.
- L'Italia e la Repubblica federale di Germania in cammino verso l'unione economica e monetaria europea, con Franco Bruni, Milano, Centro di economia monetaria e finanziaria, Università commerciale Luigi Bocconi, 1989.
- Autonomia della Banca centrale, inflazione e disavanzo pubblico: osservazioni sulla teoria e sul caso italiano, con Franco Bruni, in Mario Arcelli (a cura di), Il ruolo della banca centrale nella politica economica, Bologna, Il Mulino, 1992. ISBN 88-15-03754-3.
- Il governo dell'economia e della moneta. Contributi per un'Italia europea, 1970-1992, Milano, Longanesi, 1992. ISBN 88-304-1099-3.
- Il mercato unico e l'Europa di domani. Rapporto della Commissione europea, presentato da, Milano, Il Sole-24 Ore libri, 1997. ISBN 88-7187-815-9.
- Intervista sull'Italia in Europa, Roma-Bari, Laterza, 1998. ISBN 88-420-5090-3.
- La Democrazia in Europa: guardare lontano, con Sylvie Goulard, Rizzoli, novembre 2012. ISBN 978-88-17-06427-9.

### Introduzione, prefazioni, presentazioni
- Introduzione a Luigi Einaudi, Il mestiere della moneta, Torino, UTET libreria-Ed. di banche e banchieri, 1990. ISBN 88-7750-045-X.
- Prefazione con Paolo Mieli a Spadolini a Milano. Il Corriere della Sera e la Bocconi. Articoli e discorsi, 1968-1994, Milano, Rizzoli, 1995. ISBN 88-17-84435-7.
- Postfazione a Enrique Barón Crespo, L'Europa all'alba del terzo millennio, Venezia, Marsilio, 1997. ISBN 88-317-6623-6.
- Prefazione a Vincenzo Visco, Il fisco giusto. Una riforma per l'Italia europea, Milano, Il Sole-24 Ore, 2000. ISBN 88-8363-058-0.
- Prefazione a Alberto Alesina, Senso non comune. L'economia oltre i pregiudizi, Milano, EGEA, 2002. ISBN 88-8350-019-9.
- Prefazione a Marzio Achille Romani (a cura di), Luigi Einaudi-Luigi Albertini. Lettere (1908-1925), Milano. Fondazione Corriere della Sera, 2007.
- Presentazione con Franco Bassanini di Commission pour la libération de la croissance française présidée par Jacques Attali, Liberare la crescita. 300 decisioni per cambiare la Francia, Milano, Università Bocconi-Rizzoli, 2008. ISBN 978-88-8350-132-6.
- Prefazione a Kishore Mahbubani, Nuovo emisfero asiatico. L'irresistibile ascesa dell'Est, Milano, EGEA-Università Bocconi, 2011. ISBN 978-88-8350-156-2.
- Prefazione a Lorenzo Cuocolo (a cura di), The State of Europeans Archiviato il 9 dicembre 2017 in Internet Archive., Milano, EGEA-Università Bocconi, 2017, ISBN 978-88-238-5140-5.

## Riconoscimenti
- laurea honoris causa in Giurisprudenza dall'Università degli Studi dell'Insubria (29 marzo 2004)[78]